# Фрина
Фрина (др.-греч. Φρύνη, ок. 390 до н. э., Феспии — ок. 330 до н. э.) — афинская гетера, натурщица Праксителя и Апеллеса.

## Биография
Родилась в небольшом городке Феспии, дочь Эпикла. Плутарх пишет, что её настоящее имя — Мнесарета (др.-греч. Μνησαρετή, «Помнящая о добродетелях»), а прозвание Фрина («жаба») получила из-за желтоватого оттенка кожи, это имя использовалось и другими гетерами до неё — возможно, что это прозвище имело и охранительный характер — чтобы ввести в заблуждение завистливых тёмных духов. Аполлодор в своей книге «О куртизанках» упоминал, что на самом деле было две гетеры по имени Фрина. Одна носила прозвище «Печальная улыбка», вторая — «Золотая рыбка». Но Геродикос (др.-греч. Ήρóδιĸος) в 6-й книге о персонажах комедии говорит, что их прозвищами были Sestus («просеивающая, совок, скребок») — от её способа обращения с поклонниками — и Феспийка (по родному городу). Также ее называли «Клаусиге́лос» (κλαυσιγελωί — от слов «плач» и «смех») — «вызывающая смех и слезы» или, может быть, скорее «своим смехом вызывающая слезы». 
Обосновалась в Афинах и стала гетерой. Прославилась как обладательница идеальной фигуры. В молодости была натурщицей и любовницей скульптора Праксителя, в зрелые годы вдохновила живописца Апеллеса (видимо, она очень долго сохраняла красоту и лица, и тела). Плутарх пишет: «Фрина говорила, будучи уже в преклонных летах, что она получала самую высокую цену от своих поклонников именно за репутацию».
Благодаря признательности своих возлюбленных приобрела такое огромное состояние, что когда Александр Македонский разрушил стены Фив (336 год до н. э.), предложила горожанам отстроить их заново на свои средства, при условии, что на них будет установлена памятная доска: «Фивы были разрушены Александром и восстановлены Фриной», но фиванцы отклонили это предложение.

### Фрина и Пракситель
«Афродита Книдская» (350—330 годы до н. э.) была самой знаменитой статуей богини любви во времена античности. Пракситель впервые дерзнул изобразить её полностью обнажённой. Оригинал не сохранился, существуют повторы и копии.
Предположительно, позировала и для второй работы Праксителя, «Афродиты Косской» — статуи, где богиня была изображена одетой, и поэтому именно её предпочли заказчики с острова Кос. Обнажённую забрали жители острова Книд, и именно она стала наиболее знаменитой и привлекла множество паломников.

#### Судилище
Согласно рассказам античных авторов, скульптор ваял богиню со своей возлюбленной Фрины. Это было кощунством. Её отвергнутый поклонник Евфий (Евтиас) обвинил гетеру в безбожии, в введении новых культов и в кощунстве (340 год до н. э.). Защитником гетеры выступил знаменитый оратор Гиперид, также возлюбленный Фрины. Увидев, что его речь не производит на суд особого впечатления, он сдёрнул с Фрины её одежды (по другим текстам, обнажив только до пояса, или одежды сбросила сама Фрина по знаку защитника). Красота Фрины произвела такое впечатление на судей, что её оправдали — ведь согласно греческим представлениям о прекрасном, столь совершенное тело не могло скрывать несовершенную душу (концепция калокагатии). Речь Гиперида была так популярна, что Месалла Корвин даже перевёл её на латинский язык. (В источниках упоминается, что предстала она перед гелиэией — афинским судом присяжных (Heliaea), а не перед ареопагом (он судил только за убийства), но в названии картины академического художника Жерома использовано более звучное слово). Евфия проигрыш так разозлил, что он с той поры больше не брал ни одного дела. Обвинительная речь Евфия против Фрины, по мнению Гермиппа, принадлежала Анаксимену.

Комедиограф Посидипп в своей «Эфесянке» описывает другую причину её оправдания:

Тогда никто не мог сравниться с Фриною

Из нас, гетер. И ты хоть и не видела

Суда над ней, но слышала, наверное:

Она казалась пагубою гражданам,

И приговор грозил ей казней смертною,

Но, обойдя весь суд и тронув каждого,

Она, рыдая, вымолила жизнь себе.

#### Статуя Эрота
Однажды Пракситель в знак своей любви сказал Фрине, что она может выбрать любую из его работ в мастерской. Гетера спросила: «Какая из них самая лучшая?», но скульптор отказался отвечать. Фрина замолчала, но через несколько дней к художнику с криками прибежал раб-слуга: «В мастерской пожар!» «Если сгорят Сатир и Эрот, я погиб», — начал рвать на себе волосы скульптор, но тут Фрина призналась, что это была выдумка, и сказала, что она забирает себе «Эрота» (Павсаний). Статую она подарила родному городу Феспии (об этом говорится в одном письме более позднего писателя Алкифрона). Впоследствии император Калигула увёз её в Рим, затем по просьбе феспийцев «Эрот» был возвращён. Нерон вновь отобрал статую, и она погибла во время римского пожара в 80 году.

#### Портреты Фрины
Третья статуя Праксителя, связанная с её именем, была уже непосредственно «портретной». После смерти гетеры Пракситель создал её изваяние, которое было поставлено местными жителями как статуя в Дельфах, на высокой мраморной колонне (а не в храме Артемиды Эфесской, как пишут иногда). Она была золотая (или бронзовая позолоченная). Предполагают, что статуя Фрины в Дельфах была посвящена ок. 346—345 гг. до н. э. в благодарность за выигранный судебный процесс против неё.
По Плутарху, киник Кратет писал, что эта скульптура является «памятником распущенности эллинов». Клавдий Элиан также порицал за это греков. Скульптура стояла между статуй спартанского царя Архидама и Филиппа, сына Аминта, что выглядело достаточно провокационно, учитывая её социальный статус. На пьедестале была надпись: «Фрина, дочь Эпикла из Феспий», как пишет Алкет (Aλκέτας) в своём описании Дельф, а также Плутарх.
Другая портретная статуя Фрины была мраморной и стояла в Теспиях, рядом с мраморной Афродитой Праксителя и этим Эротом (по словам Алкифрона — между ними). Фрина сама эти статуи и посвятила. Это сообщают Павсаний (IX, 27, 5), Алкифрон (Письма, фрагмент 3), Плутарх (Диалог о любви, IX, 10).

### Фрина на мистериях
Гетера отличалась непривычной стыдливостью, и обнажённой её увидеть было практически невозможно: общественные бани она не посещала, одевалась в плотные, а не прозрачные одежды, прикрывала волосы, прятала запястья, да и мужчин наедине предпочитала принимать в темноте. Только дважды в год, на Элевсинские и Посейдоновы мистерии она вставала в портике храма обнажённой и, распустив волосы, шла через толпу в море, чтобы воздать почести богам.
Как рассказывают древние, именно эта сцена посеяла в мыслях Апеллеса образ Афродиты, рождающейся из пены, и он написал с Фрины свою знаменитую картину «Афродита Анадиомена», написанную им для храма Асклета. Она изображала новорождённую богиню, выходящую из волн. (Иконография предположительно использована в «Рождении Венеры» Боттичелли). В качестве предполагаемых натурщиц называют не только Фрину, но и Кампаспу.

### Попытка соблазнить Ксенократа
Диоген Лаэртский сообщает, что единственным мужчиной, оказавшимся стойким перед её чарами, был философ Ксенократ (в течение долгих лет руководивший Платоновой Академией). «Я говорила, что разбужу чувства в человеке, а не в статуе», сказала Фрина, проиграв это пари.
Валерий Максим описывает это так:

Фрине бывшая славная в Афинах непотребная женщина с ним пьяным всю ночь пролежала, ударясь об заклад с некоторыми молодцами, что может ли она поколебать его воздержность. Ксенократ допустил себя обнимать ей, и говорить сколько ей хотелось: при всём том она в своей надежде обманулась. Поступок воздержной исполненного премудрости духа, но и оказанное непотребною тою женщиною весьма забавно. Ибо как молодые люди ей смеялись, что она будучи столь прекрасна, и так убрана, не могла пьяного старика своими прелестями тронуть, и требовали от неё тех денег, о чём об заклад бились, то ответствовала: что о человеке, а не о истукане с ними об заклад билась. (Пер. Иван Алексеев, 1772 год).

### В античной литературе
О ней писали комические поэты Тимокл (Timocles), Амфис (Amphis), Посейдипп и т. д. Наибольшее число анекдотов о ней перечислено у Афинея («Пир мудрецов»):

Друг послал ей качественное вино, но в очень небольшом количестве, пояснив, что ему больше десяти лет. Тогда она сказала: «Учитывая возраст, от него немного проку». На пиру возник вопрос о том, зачем вешают венки на дверях. У Фрины был ответ: «Чтобы вызывать духов». Один осуждённый паясничал перед Фриной и хвастал, что он вышел победителем из самых жестоких драк. Куртизанка сделала вид, что опечалена. Человек спросил её о причине. «Я очень взволнована фактом, что ты так много страдал». Очень жадный любовник никогда не переставал ей льстить и называл её Афродитой Праксителя. Она же в ответ: «А ты Эрот Фидия». (Слово «Фидий» означает «экономный»).

Аристогетон написал «Речь против Фрины». Алкифрон, автор подложных «Писем гетер», сделал Фрину и Праксителя одними из своих повествователей.
Анаксил в комедии «Птенчик» говорит о некой гетере Фрине, подразумевая, видимо, её «цены»: «А напротив села Фрина истинной Харибдою / И глотает с кораблями вместе корабельщиков» (в другом переводе «Фрина близ играет роль Харибды, что корабль глотает с моряками враз»). Тимокл в «Неэре» оплакивал свою участь:

Меня влюбиться в Фрину угораздило,

Когда она ещё сбирала каперсы

И не купалась так, как нынче, в золоте;

Я разорялся, к ней ходя с подарками,

И вот — я изгнан.

В числе цитат, собранных о ней Афинеем у других античных авторов:

К феспийской Фрине начал приставать Мерих,

Когда же мину Фрина стала требовать,

Сказал Мерих: «Ты плату, вдвое меньшую,

Не дале, как вчера, взяла с приезжего».

Она ему: «Так то был приступ похоти:

Дождись другого, и возьму я столько же».

## В позднем искусстве
- «Фрина в образе Венеры направляется в публичные бани. Демосфен смеётся над Эсхином», Уильям Тёрнер, 1838, галерея Тейт. Написана на придуманный сюжет благодаря неаккуратному обращению с античными источниками.
- «Фрина перед Ареопагом» — картина Жана-Леона Жерома (1861, Гамбургский Кунстхалле).
- «Фрина на празднике Посейдона в Элевзине» — картина Генриха Семирадского (1889, Русский музей).
- «Фрина перед судом» — статуя Михаила Попова.

### В литературе
- Пьеса «Фрина», Charles Maurice Donnay, (1891).
- Стихотворение «Фринэ» Льва Мея (1855).
- The Songs of Phryne (1917), Mitchell S. Buck.
- Поэма «Фрина», Dimitris Varos, (2000).

### В музыке
- «Фрина» — опера Сен-Санса
- «Фрина» — Сцена из оперы Фауст Шарля Гуно

### В кинематографе
- Altri tempi (1952), реж. Alessandro Blasetti; 8-й, завершающий эпизод фильма — l processo di Frine — современная адаптация старого эпизода с судом: в роли подсудимой по имени Мариантония — Джина Лоллобриджида.
- Frine, cortigiana d’Oriente (1953). В роли Фрины — Елена Клеус (Elena Kleus).